# Liste der Autoren der Monumenta Germaniae Historica
Die Liste der Autoren der Monumenta Germaniae Historica (MGH) listet die Autoren (Herausgeber, Bearbeiter, Übersetzer) der Hauptreihen der Editionen der Monumenta Germaniae Historica.
Berücksichtigt (Stand: September 2022) sind die Reihen Scriptores, Leges, Diplomata, Epistolae, Antiquitates, Quellen zur Geistesgeschichte des Mittelalters, Reiseberichte des Mittelalters, Deutsches Mittelalter (Kritische Studientexte), Hebräische Texte aus dem mittelalterlichen Deutschland, Digitale Editionen, Hilfsmittel, Studien und Texte. Außerdem sind einige Personen aufgeführt, die bei den MGH mitarbeiteten.
Für die Autoren der Reihe von Übersetzungen aus der MGH Ausgewählte Quellen zur deutschen Geschichte des Mittelalters siehe den Artikel zur Reihe.

## Liste

### A
- Josef Ackermann (* 1935), deutscher Historiker und Publizist
- Gerd Althoff (* 1943), Historiker
- Arnold Angenendt (1934–2021), römisch-katholischer Priester, Theologe und Kirchenhistoriker
- Heinrich Appelt (1910–1998), österreichischer Historiker und Diplomatiker
- Leonid Arbusow (1882–1951), deutsch-baltischer Historiker und Hochschullehrer
- Wilhelm Arndt (1838–1895), Historiker und Paläograf
- Erwin Assmann (1908–1984), Historiker
- Johanne Autenrieth (1923–1996), Paläografin und Mittellateinische Philologin

### B
- Friedrich Baethgen (1890–1972), Historiker
- Desirée Barlava
- Rainer Barzen
- Hubert Bastgen (1876–1946), Benediktiner (OSB), Kanonist und Kirchenhistoriker
- Albert Bauer (1894–1961), Historiker und Bibliothekar
- Franz Ludwig Baumann (1846–1915), Historiker und Archivar
- Joseph Becker
- Werner Bergmann (* 1946), Historiker
- Ludwig Bethmann (1812–1867), Historiker, Bibliothekar und Hochschullehrer
- Stefan Beulertz
- Franz Beyerle (1885–1977), Jurist und Rechtshistoriker
- Vasil Bilovarov
- Theodor Birt (1852–1933), Altphilologe und Autor
- Bernhard Bischoff (1906–1991), Paläograph, Philologe und Historiker
- Hermann Bloch (Reincke-Bloch) (1867–1929), Historiker, Hochschullehrer und Politiker
- Friedrich Bluhme (1797–1874), Jurist, Richter, Rechtshistoriker und Hochschullehrer
- Letha Böhringer
- Alfred Boretius (1836–1900), Rechtswissenschaftler und Historiker
- Ruth Bork
- Franz A. Bornschlegel
- Arno Borst (1925–2007), Historiker
- Karl Bosl (1908–1993), Historiker
- Markus Brantl
- Uwe Braumann
- Harry Bresslau (1848–1926), Historiker und Diplomatiker
- Bertold Bretholz (1862–1936), Historiker und Archivar
- Peter Brommer (* 1945), Archivar und Historiker
- Carlrichard Brühl (1925–1997), Historiker
- Rudolf Buchner (1908–1985), Historiker
- Thomas Martin Buck (* 1961), Historiker
- Walther Bulst (1899–1986), Professor für Lateinische Philologie des Mittelalters
- Jörg W. Busch (* 1959), Mittelalterhistoriker

### C
- Erich Caspar (1879–1935), Historiker und Diplomatiker
- Michelina di Cesare
- Anton Chroust (1864–1945), österreichisch-deutscher Historiker, Geheimrat und Universitätsprofessor
- Peter Classen (1924–1980), Mittelalterhistoriker
- Jens Peter Clausen
- Katharina Colberg
- Roger Collins (* 1949), Historiker
- William J. Courteney
- Fabrizio Crivello
- Peter Csendes (* 1944), österreichischer Historiker

### D
- Rolf De Kegel
- Wiebke Deimann
- Roman Deutinger (* 1970), Historiker
- Albert Dietl
- Karoline Dominika Döring
- Alfons Dopsch (1868–1953), österreichischer Historiker (Mediävist) und Diplomatiker
- Hans Droysen (1851–1918), Historiker, Altphilologe und Lehrer
- Ernst Dümmler (1830–1902), Historiker

### E
- Wilhelm Eberhard
- Albrecht Eckhardt (1937–2023), Archivar und Historiker
- Karl August Eckhardt (1901–1979), Rechtshistoriker, Nationalsozialist und SS-Offizier
- Wolfgang Eggert (1938–2006), Historiker
- Ingrid Ehlers-Kisseler
- Rudolf Ehwald (1847–1927), Bibliothekar, Historiker und Altphilologe
- Daniel Eichler
- Reinhard Elze (1922–2000), Historiker
- Peter Erhart
- Carl Erdmann (1898–1945), Historiker und Mediävist
- Franz-Reiner Erkens (* 1952), Historiker für mittelalterliche Geschichte
- Nelly Ertl
- Arnold Esch (* 1936), Historiker
- Stefan Esders (* 1963), Althistoriker und Mediävist
- Paul Ewald (1851–1887), Historiker und Philologe
- Sarah Ewerling

### F
- Ludwig Falkenstein (1933–2015), Historiker und Diplomatiker
- Maximilian Fastlinger
- Norbert Fickermann
- Josef Fleckenstein (1919–2004), Historiker
- Elmar Fleuchaus
- Christoph Flüeler
- Amalie Fößel (* 1960), Historikerin
- Thomas Förster
- George B. Fowler
- Linda Fowler-Magerl (1939–2017), amerikanische Historikerin
- Avraham Fraenkel
- Erwin Frauenknecht
- Ann Freeman
- Eckhard Freise (* 1944), Historiker, Quiz- und Schachspieler
- Thomas Frenz (* 1947), Historiker, Diplomatiker und Paläograph
- Stephan Freund (* 1963), Historiker
- Christian Friedl
- Wolfgang D. Fritz (* 1920), Historiker
- Adalbert Franz Fuchs (1868–1930), Historiker und Mediävist
- Horst Fuhrmann (1926–2011), Historiker

### G
- Christine Gack-Scheiding
- Alfred Gawlik (1936–2011), Diplomatiker
- Ioanna Georgiou
- Dieter Geuenich (* 1943), Historiker
- Martina Giese (* 1969), Historikerin
- Dietrich von Gladiss
- Maria Glaser
- Michael Glatthaar
- Elke Goez (* 1963), Historikerin
- Werner Goez (1929–2003), Historiker
- Annette Grabowsky
- Abraham Gross
- Thomas Gross
- Rudolf Große
- Karl Grossmann
- Herbert Grundmann (1902–1970), Historiker
- Ferdinand Güterbock (1872–1944), Historiker
- Wilhelm Gundlach
- Katharina Gutermuth

### H
- Rhaban Haacke (1912–1993), Benediktiner und Kirchenhistoriker
- Achim Thomas Hack (1967–2025), Historiker
- Hans Haefele (1925–1997), Schweizer Historiker und mittellateinischer Philologe
- Dieter Hägermann (1939–2006), Historiker
- Gustav Hänel (1792–1878), Jurist und Rechtshistoriker
- Kai Halm
- Karl Hampe (1869–1936), Historiker
- Ludo Moritz Hartmann (1865–1924), österreichischer Historiker, Diplomat und sozialdemokratischer Politiker
- Martina Hartmann (* 1960), Historikerin
- Wilfried Hartmann (* 1942), Mittelalterhistoriker
- Friedrich Hausmann (1917–2009), österreichischer Historiker
- Eckhard Hauswald
- Eva Haverkamp (* 1966), Historikerin
- Karl Hegel (1813–1901), Historiker
- Ernst-Dieter Hehl (* 1944), Historiker
- Ingrid Heidrich (* 1939), Historikerin für mittelalterliche Geschichte
- Hermann Heimpel (1901–1988), Historiker mit dem Forschungsschwerpunkt Spätmittelalter
- Lothar von Heinemann (1859–1901), Historiker
- Martin Hellmann
- Duane R. Henderson
- Cornelia Herbers-Rauhut
- Peter Herde (* 1933), Historiker
- Rainer Maria Herkenrath
- Sigismund Herzberg-Fränkel
- Alfred Hessel (1877–1939), Historiker und Bibliothekar
- Rudolf Hiestand (1933–2023), Historiker und Diplomatiker
- Hans Hirsch (1878–1940), österreichischer Historiker und Diplomatiker
- Paul Hirsch (1883–1961), Historiker
- Eduard Hlawitschka (* 1928), Historiker
- Elmar Hochholzer
- Günther Hödl (1941–2005), österreichischer Historiker mit dem Schwerpunkt Mittelalter
- Klaus Höflinger
- Hildegund Hölzel-Ruggio (Hildegund Hölzel)
- Hartmut Hoffmann (1930–2016), Historiker
- Adolf Hofmeister (1883–1956), Historiker
- Ulrike Hohensee
- Oswald Holder-Egger (1851–1911), mittellateinischer Philologe und Paläograph
- Robert Holtzmann (1873–1946), Historiker für Mittelalterliche Geschichte
- Uwe Horst
- Alfred Hübner (1899–1952), Germanist
- René Hurtienne

### I
- Wolfgang-Valentin Ikas

### J
- Peter Christian Jacobsen (* 1936), Mittellateinischer Philologe
- Detlev Jasper
- Jochen Johrendt (* 1973), Historiker
- Finnur Jónsson (1858–1934), isländischer skandinavistischer Mediävist
- Karl Jordan (1907–1984), Historiker

### K
- Frank-Michael Kaufmann
- Matthias Kaup
- Paul Fridolin Kehr (1860–1944), Historiker, Diplomatiker und Archivar
- Julia Knödler
- Walter Koch (1942–2019), österreichischer Historiker und Diplomatiker
- Raymund Kottje (1926–2013), Historiker und Kirchenhistoriker
- Dirk Kottke
- Mario Krammer (1880–1953), Historiker
- Hans-Georg Krause (* 1926), Historiker
- Theo Kölzer (* 1949), Historiker und Diplomatiker
- Rudolf Köpke (1813–1870), Historiker und Publizist
- Heinrich Koller (1924–2013), österreichischer Historiker
- Walter Koller
- Sigrid Krämer
- Carl Kraus (1868–1952), österreichisch-deutscher germanistischer Mediävist (Altgermanist)
- Viktor Krause
- Paul Oskar Kristeller (1905–1999), deutsch-amerikanischer Humanismusforscher, Philosophiehistoriker und Kodikologe
- Astrid Krüger
- Sabine Krüger (1920–2019), Historikerin und Philologin in mittelalterlicher Geschichte
- Jaap G. Kruisheer
- Bruno Krusch (1857–1940), Historiker und Archivar
- Friedrich Kurze (1863–1915), Historiker
- Margarete Kühn (1894–1986), Historikerin, MGH-Abteilung Ostberlin

### L
- Pascal Ladner (1933–2021), Schweizer Historiker
- Gerhard Laehr (1899–1931), Historiker, zuletzt 2. Sekretär am Preußischen Historischen Institut Rom
- Maximilian Lang
- Johann Martin Lappenberg (1794–1865), Historiker
- Klaus Lauterbach
- Mathias Lawo
- Johann Lechner
- Karl Lehmann (1858–1918), Rechtswissenschaftler
- Peter Lehnhardt
- Georg Leidinger (1870–1945), Historiker und Bibliothekar
- Friedrich Leo (1851–1914), Klassischer Philologe
- Joachim Leuschner (1922–1978), Historiker
- Wilhelm Levison (1876–1947), Historiker
- Felix Liebermann (1851–1925), Historiker
- Franz Lichtensteins
- Ora Limor
- Michael Lindner
- Alphons Lhotsky (1903–1968), österreichischer Historiker
- Horst Lösslein
- Samuel Löwenfeld (1854–1891), Historiker und Diplomatiker
- Hans-Eberhard Lohmann
- Christian Lohmer
- Fritz Losek (* 1957), österreichischer Latinist
- Uwe Ludwig
- Christian Lütjohann (1846–1884), Klassischer Philologe
- Veronika Lukas

### M
- Friedrich Maassen (1823–1900), deutsch-österreichischer Rechtsprofessor und Publizist
- Benedikt Marxreiter
- Claudia Märtl (* 1954), Historikerin mit dem Schwerpunkt Spätmittelalter
- Karl Manitius (1899–1979), Historiker
- Hans Eberhard Mayer (1932–2023), Historiker und Diplomatiker
- Theodor Mayer (1883–1972), österreichischer Historiker und Wissenschaftsorganisator
- Brigitte Meduna
- Arno Mentzel-Reuters (* 1959), Altgermanist und Buchwissenschaftler
- Michael Menzel (* 1956), Historiker
- Ottokar Menzel (1912–1945), Historiker
- Johannes Merkel
- Brigitte Merta
- Mark Mersiowsky (* 1963), Historiker und Diplomatiker
- Sofia Meyer
- Paul Meyvaert
- Heike Johanna Mierau, Historikerin
- Jürgen Miethke (* 1938), Historiker
- Britta Mischke
- Georg Modestin (* 1969), Schweizer Historiker
- Theodor Mommsen (1817–1903), Historiker
- Miriam Montag
- Hubert Mordek (1939–2006), Historiker
- Engelbert Mühlbacher (1843–1903), österreichischer Historiker und Diplomatiker
- Ernst Müller († 1941)
- Eckhard Müller-Mertens (1923–2015), Historiker
- Gisela Muschiol (* 1959), römisch-katholische Theologin und Hochschullehrerin

### N
- Doris Nachtmann
- Klaus Nass (Naß)
- Hans Naumann
- Peter Neumeister
- Renate Neumüllers-Klauser (1925–2014), Historikerin und Epigraphikerin
- Francis Newton
- Gerlinde Niemeyer
- Anna Claudia Nierhoff
- August Nitschke (1926–2019), Historiker
- Johannes Nospickel

### O
- Edmund von Oefele (1843–1902), Historiker und Archivar
- Gottfried Opitz (1904–1976), Historiker
- Peter Orth (* 1964), Mittellateinischer Philologe
- Tina B. Orth-Müller
- Irene Ott, siehe Irene Schmale-Ott (1916–2010), Historikerin
- Ottavio Clavuot
- Emil von Ottenthal (1855–1931), österreichischer Historiker und Diplomatiker
- Christine Ottner-Diesenberger

### P
- Hermann Pabst (1842–1870), Historiker
- Josef Partsch
- Alexander Patschofsky
- Sarah Patt
- Reinhold Pauli (1823–1882), Historiker
- Friedel Peeck
- Rudolf Peiper (1834–1898), Klassischer und Mittellateinischer Philologe und Gymnasiallehrer
- Ernst Perels (1882–1945), Historiker
- Max Perlbach (1848–1921), Bibliothekar und Historiker
- Georg Heinrich Pertz (1795–1876), Historiker und Bibliothekar
- Karl August Friedrich Pertz (1828–1881), Historiker und Bibliothekar
- Jürgen Petersohn (1935–2017), Historiker
- Bettina Pferschy (Bettina Pferschy-Maleczek)
- Paul Piper
- Karl Pivec (1905–1974), österreichischer Historiker
- Conradin von Planta
- Alheydis Plassmann (1969–2022), Historikerin
- Helmut Plechl (* 1920), Historiker und Archivar
- Rudolf Pokorny
- Bernd Posselt
- Otto Prinz (1905–2003), Philologe

### R
- Olaf B. Rader (* 1961), Historiker
- Sascha Ragg
- Ulrich Rasche
- Karl Rauch (1880–1953), österreichischer Rechtswissenschaftler, Rechtshistoriker und Hochschullehrer
- Kurt Reindel (1925–2011), Historiker
- Erich Reiter
- Timothy Reuter (1947–2002), deutsch-britischer Historiker für mittelalterliche Geschichte
- Jean Richard
- Karl von Richthofen (1811–1888), Rechtshistoriker und Jurist
- Karl Friedrich von Richthofen
- Josef Riedmann (* 1940), österreichischer Historiker
- Francesco Robert
- Ian Stuart Robinson (* 1947), irischer Mittelalterhistoriker
- Karl Rodenberg
- Ludwig von Rockinger (1824–1914), Historiker, Archivar und Rechtshistoriker
- Max Roediger (1850–1918), Germanist
- Richard Roepell (1808–1893), Historiker und Politiker
- Christian Rohr (* 1967), österreichischer Historiker
- Gerhard Rottenwöhrer (* 1943), katholischer Priester und Theologe
- Wolf-Dieter Runge
- Andrea Rzihacek

### S
- Ernst Sackur (1862–1901), Mediaevist
- Ludwig Rudolf von Salis
- Richard Salomon (1884–1966), Historiker und Diplomatiker
- Antje Sander-Berke
- Leo Santifaller (1890–1974), Historiker
- Hermann Sauppe (1809–1893), Klassischer Philologe, Lehrer und Epigraphiker
- Hans Martin Schaller (1923–2005), Historiker
- Paul Scheffer-Boichorst (1843–1902), Historiker
- Karl Schenkl (1827–1900), Klassischer Philologe
- Rudolf Schieffer (1947–2018), Historiker
- Theodor Schieffer (1910–1992), Historiker und Diplomatiker
- Christoph Schingnitz
- Franz-Josef Schmale (1924–2015), Historiker für Mittelalterliche Geschichte
- Irene Schmale-Ott (1916–2010), Historikerin
- Bernhard Schmeidler (1879–1959), Historiker und Diplomatiker
- Karl Schmid (1923–1993), Mediävist
- Gerhard Schmidt (1920–2001), Historiker und Archivar
- Paul Gerhard Schmidt (1937–2010), Mittellateinischer Philologe und Professor für Lateinische Philologie des Mittelalters
- Gerhard Schmitz (* 1947), Mittelalterhistoriker
- Sabine Schmolinsky (* 1955), Historikerin
- Ludwig Schmugge (* 1939), Historiker
- Fedor Schneider (1879–1932), Historiker
- Herbert Schneider
- Franziska Schnoor
- Karl-Georg Schon
- Richard Scholz (1872–1946), Historiker
- Percy Ernst Schramm (1894–1970), Historiker
- Edward Schröder (1858–1942), germanistischer Mediävist
- Isolde Schröder
- Andreas Schubert
- Otto Schumann (1888–1950), Mittellateinischer Philologe
- Bernd Schütte (1961–2024), Historiker
- Ingo Schwab
- Jakob Schwalm (1865–1931), Historiker und Bibliothekar
- Gerhard Schwartz
- Hildegard Schweigl (geb. Bartelmäs)
- Wilhelm Schwenkenbecher
- Claudius von Schwerin (1880–1944), Rechtshistoriker
- Ernst von Schwindt
- Raphael Schwitter
- Otto Seeck (1850–1921), Althistoriker
- Emil Seckel (1864–1924), Jurist und Rechtshistoriker
- Joseph Seemüller (1855–1920), Sprachwissenschaftler, Germanist und Hochschullehrer
- Kurt-Victor Selge (1933–2022), evangelischer Theologe und Kirchenhistoriker
- Carlo Servatius
- Wolfram Setz (1941–2023), Historiker, Herausgeber, Übersetzer und Essayist
- Hans Seyffert (1921–2010), Altphilologe und Bibliothekar
- Theodor Sickel (1826–1908), Historiker und Diplomatiker
- Gabriel Silagi
- Bernhard von Simson (1840–1915), Historiker
- František Šmahel (1934–2025), tschechischer Historiker
- Rudolph Sohm (1841–1917), Rechtshistoriker und Kirchenrechtler
- Joachim Spiegel (* 1956), Historiker
- Renate Spreitzer
- Johannes Staub
- Hannes Steiner
- Winfried Stelzer (* 1942), Historiker und Diplomatiker
- Edmund Ernst Stengel (1879–1968), Historiker und Diplomatiker
- Andrea Stieldorf (* 1968), Historikerin
- Kristina Stöbener
- Doris Stöckly
- Zdenka Stoklasková
- Martina Stratmann (* 1960), Historikerin
- Philipp Strauch (1852–1934), Germanist
- Karl Strecker (1861–1945), Mittellateinischer Philologe
- Birgit Studt (* 1960), Historikerin
- Wolfgang Stürner (* 1940), Historiker
- Marcus Stumpf
- Karl Friedrich Stumpf-Brentano (1829–1882), Historiker
- Josef Sturm

### T
- Michael Tangl (1861–1921), österreichischer Historiker und Diplomatiker
- Gerd Tellenbach (1903–1999), Historiker
- Franz Tenckhoff
- Friedrich Thaner
- Matthias Thiel (1929–2015), Historiker und Diplomatiker
- Matthias Thumser (* 1953), Historiker
- Matthias Tischler (* 1968), Historiker im Bereich der Mittelalterlichen Geschichte
- Ludwig Traube (1861–1907), klassischer Philologe, Mediävist und Paläograph
- Ernst Tremp (* 1948), Schweizer Historiker für mittelalterliche Geschichte
- Susanne Tuczek

### U
- Karl Ubl (* 1973), österreichischer Historiker
- Paul Uiblein (1926–2003), österreichischer Historiker
- Kathrin Utz-Tremp

### V
- Jean Vezin (1933–2020), französischer Mediävist, Kodikologe und Paläograph
- Thea Vienken
- Bernhard Vogel
- Friedrich Vogel
- Friedrich Vollmer (1867–1923), Klassischer Philologe (Latinist)
- Benedikt K. Vollmann

### W
- Alois Wachtel (1910–1968), Historiker
- Martin Wagendorfer (* 1973), österreichischer Historiker
- Georg Waitz (1813–1886), Rechtshistoriker und Mediävist
- Lisa Walleit
- Konrad Wanner
- Wilhelm Wattenbach (1819–1897), Historiker und Paläograf
- Fritz Weigle (1899–1966), Historiker
- Hans Martin Weikmann
- Ludwig Weiland (1841–1895), Historiker
- Wilhelm Weinberger
- Stefan Weiß (1960–2016), Historiker für mittelalterliche Geschichte
- Marek Wejwoda
- Albert Werminghoff (1869–1923), Historiker
- Hans Wibel (1872–1922), Mittelalterhistoriker und Diplomatiker
- Joachim Wiesenbach
- Joachim Wild (* 1942), Historiker und Archivar
- Carl Arnold Willemsen (1902–1986), Historiker
- Harald Willjung
- Paul von Winterfeld (1872–1905), Hochschullehrer
- Joachim Wollasch (1931–2015), Historiker
- Arthur Wyss (1852–1900), großherzoglich hessischer Zweiter Haus- und Staatsarchivar in Darmstadt

### Z
- Hans Zatschek
- Klaus Zechiel-Eckes (1959–2010), Historiker
- Kurt Zeillinger
- Alfons Zettler (* 1953), Historiker
- Karl Zeumer (1849–1914), Historiker für Mittelalterliche Geschichte
- Claudia Zey (* 1963), Historikerin für Mittelalterliche Geschichte
- Thomas A. Ziegler
- Daniel Ziemann
- Horst Zimmerhackl
- Harald Zimmermann (1926–2020), Historiker siebenbürgisch-sächsischer Herkunft
- Helga Zinsmeyer
- Paul Zinsmaier (1905–1986), Archivar, Diplomatiker und Historiker
- Fritz Zschaeck
- Susanne Zwierlein